# シュードモナス・メリアエ
シュードモナス・メリアエ（Pseudomonas meliae）とは、センダン(Melia azedarach Lin.)のこぶ病（センダンこぶ病）の原因となる、蛍光性のグラム陰性土壌細菌である。16S rRNA系統解析により、P. meliaeはPseudomonas syringaeグループに分類されている。
P. meliaeはセンダンに特異的な病原菌であり、同じセンダン科のジュラン、マホガニー、オオバマホガニー、チャンチンを含む他の植物種に病原性を示さない。センダンこぶ病の原因となる遺伝子型の特徴はAeiniとTaghaviにより同定された。

## 特徴
発見者である大宜見朝栄が1977年に報告したPseudomonas meliaeの形態学的特長は以下である。
他のシュードモナス属同様、両端鈍円の好気性桿菌である。1-2本の単極鞭毛を有し、固有運動を示す。大きさは0.4-0.5×1.4-2.0μm（平均0.5×1.8μm）である。肉汁寒天培地上で乳白色のコロニーを形成する。完全合成培地上で生育させることができない。
生育至適温度は27度、生育最低温度は4度、最高温度は35度である。生育可能な最高食塩濃度は3%である。生育可能なpH範囲は6.0-8.0であり、至適pHは6.0-7.0である。
OF寒天培地を用いたフュー・レイフソンテストでは、ガスを産生せず、グルコースの分解形態が酸化的であることを示す。メチルレッドテストとVoges–Proskauerテスト、タバコ過敏感反応、馬鈴薯軟腐テストに陰性である。
炭水化物の分解能については、リボース、グルコース、マンノース、ガラクトース、サッカロース、フルクトース、グリセロール、クエン酸、リンゴ酸、コハク酸の分解能を持つ。一方、キシロース、ラムノース、アラビノース、ラクトース、マルトース、セロビオース、メリビオース、トレハロース、デキストリン、グリコーゲン、デンプン、イヌリン、マンニトール、ソルビトール、イノシトール、アドニトール、ズルシトール、サリシン、酒石酸の分解能を持たない。
Tween 80の加水分解能を持つ。カタラーゼおよびオキシダーゼ活性を持つ。硝酸塩の還元活性、アルギニンおよびデンプンの加水分解活性、リジンの脱炭酸活性、尿素のアンモニア変換活性、マロン酸塩の代謝活性、フェニルアラニンの脱アミノ活性は持たない。レシチン、マーガリン、エスクリン、グルコン酸塩、チロシンの分解活性、硫化水素、インドール、レバン、キングAおよびB培地ならびに無タンパク培地(Uschinsky培地)における蛍光色素の産生は陰性である。Roger & Taylorのシアン化カリウムブイヨン培地で生育しない。牛乳の凝固及び消化活性、ゼラチンの液化活性を持たない。
培地にニコチン酸を20μg/mL添加すると生育が顕著に促進される。一方、ビオチン、パントテン酸、メチオニン、シスチンの添加により生育は促進されない。DおよびL-アルギニン、ヒスチジン、アスパラギン、L-バリン、およびパントテン酸カルシウム、β-アラニンなどのアミノ酸を唯一の炭素源とすることができない。

## センダンこぶ病
センダンこぶ病[ 英: bacterial gall of Chinaberry ]とは、センダン(Melia azedarach Lin.)の幹、枝、葉柄などの器官が部分的に肥大し、一種のこぶ（癌腫）が生じる植物病である。Pseudomonas meliaeが何らかの原因によりセンダンの外傷に侵入したことにより発症する。本病の和名と英名は1977年に大宜見朝栄により命名された。初めて発見された、センダンに発症する細菌病である。

### 症状
樹皮が肥大しコルク化する。木部はほぼ、髄の中心とこぶの両端を結ぶ線の内側に、こぶ着生位置に向けて扇状に偏倚的に異常発育する。罹患木部は健全木部と比べて茶褐色になる場合が多く、その場合、健全木部から罹患木部に向けて変色の勾配が観察される。組織は緻密で、年輪に沿って茶褐色から黒褐色の線がみられる場合があり、また、これらの線に沿って割裂が認められる場合もある。さらに偽年輪、完全に包皮された黒褐色の入皮あるいは、包皮されない入皮の形成などが認められる。こぶを剥皮すると、樹皮真下の木部には、紡錘形または円形の陥落部が多数認められる場合が多い。
初期病徴は小さないぼ状突起であり、外傷によるいわゆる傷痍組織と間違われやすい。病状の進行につれてこぶ表層部が黒褐色になり、粗造割裂し典型的なこぶに発達する。こぶ病巣部には、樹脂の漏出、糸状菌類の発生および毘虫類の棲息などがみられることが多い。
樹齢、および実生か萌芽かに関係なく発症する。罹患する位置(方位、地表からの位置)は特に傾向がなく、また、罹患位置についてこぶが発生する順序は特にない。こぶの大きさや数は被害樹により大きく異なる。観測された最大のこぶは20年生の樹高7m、胸高直径0.4mのセンダンで発見され、その大きさは周囲3.2m、長さ1mであった。幹に発生したこぶは枝に発生したこぶよりも大きい傾向がある。大型のこぶが幹に形成された被害樹では、枝の数が少なく、樹高が低く、梢殺である場合が多い。
沖縄本島本部町備瀬のセンダン天然更新木に自然発生したこぶを解析した調査の結果、こぶと髄の両中心を通る直径及び、それと直角な直径の範囲はそれぞれ1.0-7.3cm及び0.7-6.3cmで、その比の平均は1.168cm(標準偏差：0.027)であった。また、琉球大学農学部附属演習林石嶺苗畑に播種育苗したセンダン幼樹にPseudomonas meliaeを接種し、2 か月から8 か月後の罹患樹を同様に解析した別の調査では、こぶ方向の直径が0.6-2.4cm、それと直角な直径が0.6-2.2cmでその比の平均が1.198cm(標準偏差：0.027)であった。これらの結果は、こぶを含む幹や枝の切断面は一般に楕円形であり、その長軸の方向はこぶの着生面の方向と一致することを示す。すなわち、幹と枝はこぶの方向に肥厚する。

### 分布
センダン（沖縄名：シンダン）は世界中、日本においても全国に分布している。こぶ病が報告されている地域は、1977年には沖縄県のほか、九州南部（熊本県水俣市で数本以上、鹿児島県肝属郡（当時、肝付郡）根占町で4本、大島郡徳之島町と和泊町に多数）と高知県土佐清水市に限定されていた。現在、九州中部でも被害が散見している。
台湾の台中県台中市、花蓮県花蓮市、屏東県屏東市でセンダンこぶ病が報告されている。
センダンこぶ病がいつから沖縄に存在していたかは全く不明である。

### 経済的打撃
センダンは沖縄産の有用樹種の一つであり、家屋や家具など、特に化粧板の材木として利用されている。かつて沖縄県においてセンダンは積極的に造林が推し進められていたが、現在ではセンダンこぶ病の多発により造林を実施する団体や個人は少ない。
罹患部木部は木目が乱れ、変色や腐朽も起こるため、主幹がセンダンこぶ病に罹患すると材質が劣化し、用材としての価値が著しく低下する。
センダンこぶ病に限らずシュードモナス属によるこぶ病一般の防除は困難であり、現在、被害樹の伐採と罹患部の切除しか方法がない。伐採された被害樹木を生立木または倒木のまま放置すると他のセンダンに自然伝播する。放置した被害樹木の周辺に設置された苗畑で、実生3年生のセンダン幼樹の90%に二次発症した事例もある。

## 参照
1. ↑  Ogimi, C (1981). “Studies on bacterial gall of chinaberry (Melia azedarach Lin.), caused by Pseudomonas meliae n. sp.”. Bull Coll Agric Univ Ryukyus 24:  497-556.
2. ↑  Anzai, et al.; Kim, H; Park, JY; Wakabayashi, H; Oyaizu, H (Jul 2000). “Phylogenetic affiliation of the pseudomonads based on 16S rRNA sequence”. Int J Syst Evol Microbiol 50 (4):  1563-89. doi:10.1099/00207713-50-4-1563. PMID 10939664.
3. ↑  Milad Aeini; Taghavi, Seyed Mohsen (2014). “Genotypic characteristics of the causal agent of chinaberry gall”. Archives Of Phytopathology And Plant Protection 47 (12):  1-9. doi:10.1080/03235408.2013.845997.
4. 1 2 3 4 5 6  大宜見朝栄 (1977). “センダンこぶ病に関する研究（英題名：Studies on bacterial gall of Chinaberry（Melia azedarach Lin.）, caused by Pseudomonas meliae n. sp.）”. 琉球大学農学部学術報告 24:  497-556.
5. ↑  Rudolph Hugh; Einar Leifson (1953). “The taxonomic significance of fermentative verus oxidative metabolism of carbohydrates by various Gram-negative bacteria”. Journal of Bacteriology 66 (1):  24-26.
6. 1 2 3  石原誠 (2008). “樹林病害シリーズ（4）”. 九州の森と林業 85:  4.